# Óleo sintético

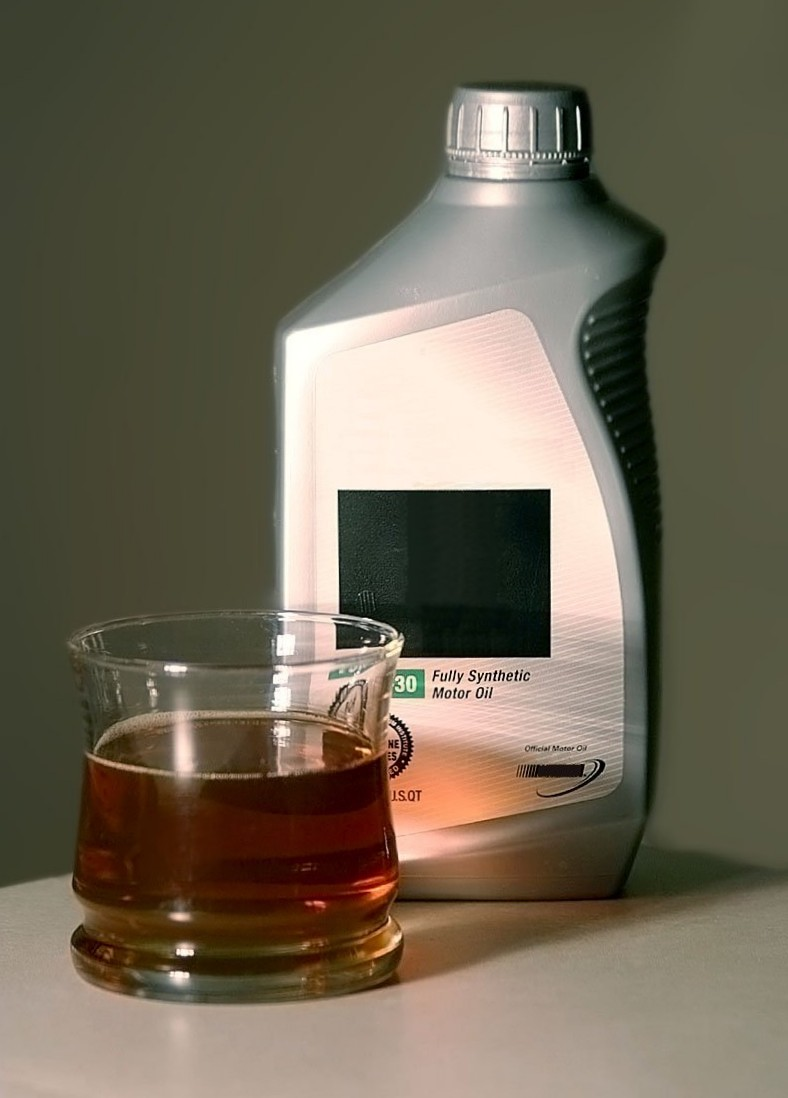
Uma amostra de óleo de motor sintético

O óleo sintético é um lubrificante que consiste em compostos químicos feitos artificialmente. Os lubrificantes sintéticos podem ser fabricados usando componentes de petróleo modificados quimicamente em vez de petróleo bruto inteiro, mas também podem ser sintetizados a partir de outras matérias-primas. O material de base, no entanto, ainda é predominantemente petróleo bruto que é destilado e depois modificado física e quimicamente. O processo real de síntese e composição dos aditivos é geralmente um segredo comercial e varia entre os produtores.
O óleo sintético é usado como substituto de óleos refinados de petróleo quando operando em temperaturas extremas. Os motores a jato de aeronaves, por exemplo, exigem o uso de óleos sintéticos, enquanto os motores a pistão de aeronaves não. Os óleos sintéticos também são usados na estampagem de metais para fornecer benefícios ambientais e outros quando comparados aos produtos convencionais à base de petróleo e gordura animal. Esses produtos também são chamados de "sem óleo" ou "isentos de óleo".

## Tipos

### Completo
Algum óleo "sintético" é feito a partir do estoque de base do Grupo III, alguns do Grupo IV. Alguns de uma mistura dos dois. A Mobil processou a Castrol e a Castrol prevaleceu ao mostrar que seu óleo básico do Grupo III foi alterado o suficiente para ser qualificado como totalmente sintético. Desde então, a API removeu todas as referências ao Synthetic em sua documentação sobre padrões. "Completamente sintético" é um termo de marketing e não uma qualidade mensurável.

#### Grupo IV: PAO
A poli-alfa-olefina (poli-α-olefina, PAO) é um polímero não polar feito pela polimerização de uma alfa-olefina. Eles são designados no API Group IV e são um composto químico 100% sintético. É um tipo específico de olefina (orgânica) que é utilizada como base na produção de alguns lubrificantes sintéticos. Uma alfa-olefina (ou α-olefina) é um alceno onde a ligação dupla carbono-carbono começa no átomo de carbono α, ou seja, a ligação dupla está entre os carbonos #1 e #2 na molécula.

#### Grupo V: Outros Sintéticos
Os óleos básicos do Grupo V são definidos pela API como qualquer outro tipo de óleo que não seja óleos minerais ou lubrificantes PAO.
Os ésteres são os sintéticos mais famosos do Grupo V, que são compostos químicos 100% sintéticos que consistem em uma carbonila adjacente a uma ligação éter. Eles são derivados da reação de um oxoácido com um composto de hidroxila, como um álcool ou fenol. Os ésteres são geralmente derivados de um ácido inorgânico ou ácido orgânico no qual pelo menos um grupo -OH (hidroxil) é substituído por um grupo -O-alquil ( alcóxi ), mais comumente de ácidos carboxílicos e álcoois. Ou seja, os ésteres são formados pela condensação de um ácido com um álcool.
Muitos "ésteres" quimicamente diferentes devido à sua polaridade e geralmente excelente lubricidade são usados por várias razões como "aditivos" ou "estoques básicos" para lubrificantes.

##### Óleo Sintético de Polialquileno Glicol (PAG)

###### PAG industrial
Os termos polialquilenoglicol e poliglicol são usados alternadamente.
Os lubrificantes sintéticos representam cerca de 4% do mercado de lubrificantes. Os PAGs representam cerca de 24% do mercado de lubrificantes sintéticos.
O etileno é a matéria-prima básica utilizada na fabricação dos óleos poliglicóis lubrificantes sintéticos. Quando o etileno e o propileno reagem com o oxigênio obtemos óxido de etileno e óxido de propileno, a partir dos quais os polialquilenoglicóis são produzidos por meio de polimerização. Os polialquilenoglicóis são geralmente feitos combinando óxido de etileno (EO) e/ou óxido de propileno (PO) com um álcool ou água.
A proporção de mistura entre EO e PO, mais o oxigênio ligado na estrutura química, afetam crucialmente o comportamento dos poliglicóis. A indústria de engrenagens utiliza predominantemente poliglicóis com relação EO/PO de 50:50 a 60:40, que apresentam comportamento muito semelhante. Os poliglicóis que apresentam esta composição também são geralmente referidos como poliglicóis solúveis em água.
Os óleos básicos de polialquilenoglicol são formados pela reação de um álcool com um ou mais óxidos de alquileno: o óxido de propileno fornece insolubilidade em água, o óxido de etileno fornece solubilidade em água.

###### Propriedades do PAG
Os PAGs oferecem propriedades que incluem: alta lubricidade, polaridade, propriedades de baixa tração, alto índice de viscosidade, velocidades de têmpera controladas, boa estabilidade de temperatura e baixo desgaste. Eles estão disponíveis em formas solúveis em água e insolúveis.

###### Usos de PAG
Os PAGs são comumente usados em fluidos de têmpera, fluidos metalúrgicos, óleos de engrenagem, óleos de corrente, lubrificantes de grau alimentício e como lubrificantes em equipamentos hidráulicos e compressores de gás do tipo HFC. Os lubrificantes PAG são usados pelos dois maiores OEMs de compressores de ar dos EUA em compressores de ar de parafuso rotativo. Os óleos PAG de diferentes graus de viscosidade (geralmente ISO VG 46 ou ISO VG 100) são frequentemente usados como lubrificantes de compressores para sistemas de ar condicionado automotivos que empregam refrigerantes de baixo PAG.

###### Vantagens do PAG
Os PAGs estão disponíveis em uma ampla variedade de graus de viscosidade e pacotes de aditivos para uma variedade de usos. Algumas propriedades dos PAGs, como a solubilidade em água, não são comumente fornecidas por outros lubrificantes sintéticos, como as polialfaolefinas (PAO).
Os PAGs evitam o desenvolvimento de lodo e verniz em altas temperaturas. Os PAGs têm índices de viscosidade superiores aos PAOs.
Em engrenagens grandes, o lubrificante PAG produziu menor atrito do que o lubrificante PAO.
Os óleos PAG são polares, o que significa que uma película de óleo se desenvolve facilmente em todas as peças metálicas móveis, reduzindo o desgaste inicial.
Os PAGs podem ser altamente biodegradáveis, particularmente os PAGs solúveis em água.
Pags têm um desempenho melhor do que em condições climáticas extremas.

###### Desvantagens do PAG
PAGs não são compatíveis com óleos minerais, a maioria dos selos, tintas, vernizes.
O óleo sintético é mais caro que os óleos minerais.

###### Compatibilidade do selo PAG
O PAG geralmente é compatível com materiais de fluoroelastômero FKM e borracha de silicone VMQ (vinil metil silicone).
O PAG atua como solvente e dissolve e remove a graxa mineral que causa movimentos mais lentos, vazamentos de ar e pode impedir a operação de válvulas de 4 vias.
Borracha natural, Buna-N e a maioria das vedações comuns são incompatíveis com os óleos PAG, especialmente vedações revestidas com graxa mineral. Os óleos PAG podem fazer com que as vedações encolham ou inchem, causando vazamentos graves ou emperramento da vedação. Cilindros pneumáticos e válvulas de 4 vias geralmente usam vedações de borracha Buna-N revestidas com graxa mineral.

### Óleo semi-sintético
Os óleos semi-sintéticos (também chamados de "misturas sintéticas") são uma mistura de óleo mineral e óleo sintético, que são projetados para ter muitos dos benefícios do óleo totalmente sintético sem o custo. A Motul introduziu o primeiro óleo de motor semi-sintético em 1966.
Lubrificantes que possuem estoques de base sintética até inferiores a 30%, mas com aditivos de alto desempenho constituídos de ésteres também podem ser considerados lubrificantes sintéticos. Em geral, a relação do estoque base sintético é utilizada para definir códigos de mercadoria entre as declarações alfandegárias para fins fiscais.

### Outros estoques de base ajudam os lubrificantes semi-sintéticos
Os estoques de base do tipo API Group II e API Group III ajudam a formular lubrificantes semi-sintéticos do tipo mais econômicos. Os estoques de óleo de base mineral do tipo API Grupo I, II, II+ e III são amplamente utilizados em combinação com pacotes de aditivos, pacotes de desempenho e poli-alfa-olefinas éster e/ou API Grupo IV para formular semi-alfa-olefinas -lubrificantes sintéticos. Os óleos básicos do Grupo III API às vezes são considerados totalmente sintéticos, mas ainda são classificados como estoques de base mineral de nível superior. Um material sintético ou sintetizado é aquele que é produzido pela combinação ou construção de unidades individuais em uma entidade unificada. Os estoques de base sintética descritos acima são feitos pelo homem e adaptados para ter uma estrutura molecular controlada com propriedades previsíveis, ao contrário dos óleos de base mineral, que são misturas complexas de hidrocarbonetos e parafinas naturais.

## Desempenho do óleo sintético
As vantagens do uso de óleos de motor sintéticos incluem melhor desempenho de viscosidade em baixas e altas temperaturas em temperaturas de serviço extremas melhor (maior) Índice de Viscosidade (VI) e estabilidade química e de cisalhamento. Isso também ajuda a diminuir a perda devido à evaporação. Ele oferece resistência à oxidação, ruptura térmica e problemas de borra de óleo e intervalos de drenagem estendidos, com o benefício ambiental de gerar menos resíduos de óleo usado. Proporciona melhor lubrificação em condições de frio extremo. O uso de óleos sintéticos promete possivelmente uma vida útil mais longa do motor com proteção superior contra "cinzas" e outras formações de depósitos nos pontos quentes do motor (especialmente em turbocompressores e supercompressores) para menos queima de óleo e menores chances de danificar a passagem de óleo entupimento. O desempenho dos automóveis é melhorado com o aumento líquido de potência e torque devido ao menor arrasto interno no motor. Além disso, pode melhorar a eficiência de combustível - 1,8% a 5% foi documentado em testes de frota. Pesquisas sugerem que os sintéticos tiveram um desempenho cerca de 47% melhor do que o óleo comum.
No entanto, os óleos de motor sintéticos são substancialmente mais caros (por volume) do que os óleos minerais e têm potenciais problemas de decomposição em certos ambientes químicos (predominantemente em uso industrial).